# Contea di Boorowa
La contea di Boorowa è una Local Government Area che si trova nel Nuovo Galles del Sud. Essa si estende su una superficie di 2.579 chilometri quadrati e ha una popolazione di 2.478 abitanti. La sede del consiglio si trova a Boorowa.